# لویس انوه
لویس انوه (انگلیسی: Lewis Enoh؛ زادهٔ ۲۳ اکتبر ۱۹۹۲) بازیکن فوتبال اهل کامرون است.
از باشگاه‌هایی که در آن بازی کرده‌است می‌توان به باشگاه فوتبال لیتشوئس و باشگاه فوتبال لوکرن اوست والاندرن اشاره کرد.